# Certosa di Champmol
La certosa di Champmol, dedicata alla Santissima Trinità, è un monastero certosino nei dintorni di Digione, fondato nel 1383 dal duca Filippo l'Ardito, come luogo di sepoltura della dinastia dei Duchi di Borgogna di Valois. Venne soppresso nel 1791 durante la Rivoluzione francese, quando molti dei suoi tesori artistici vennero dispersi.

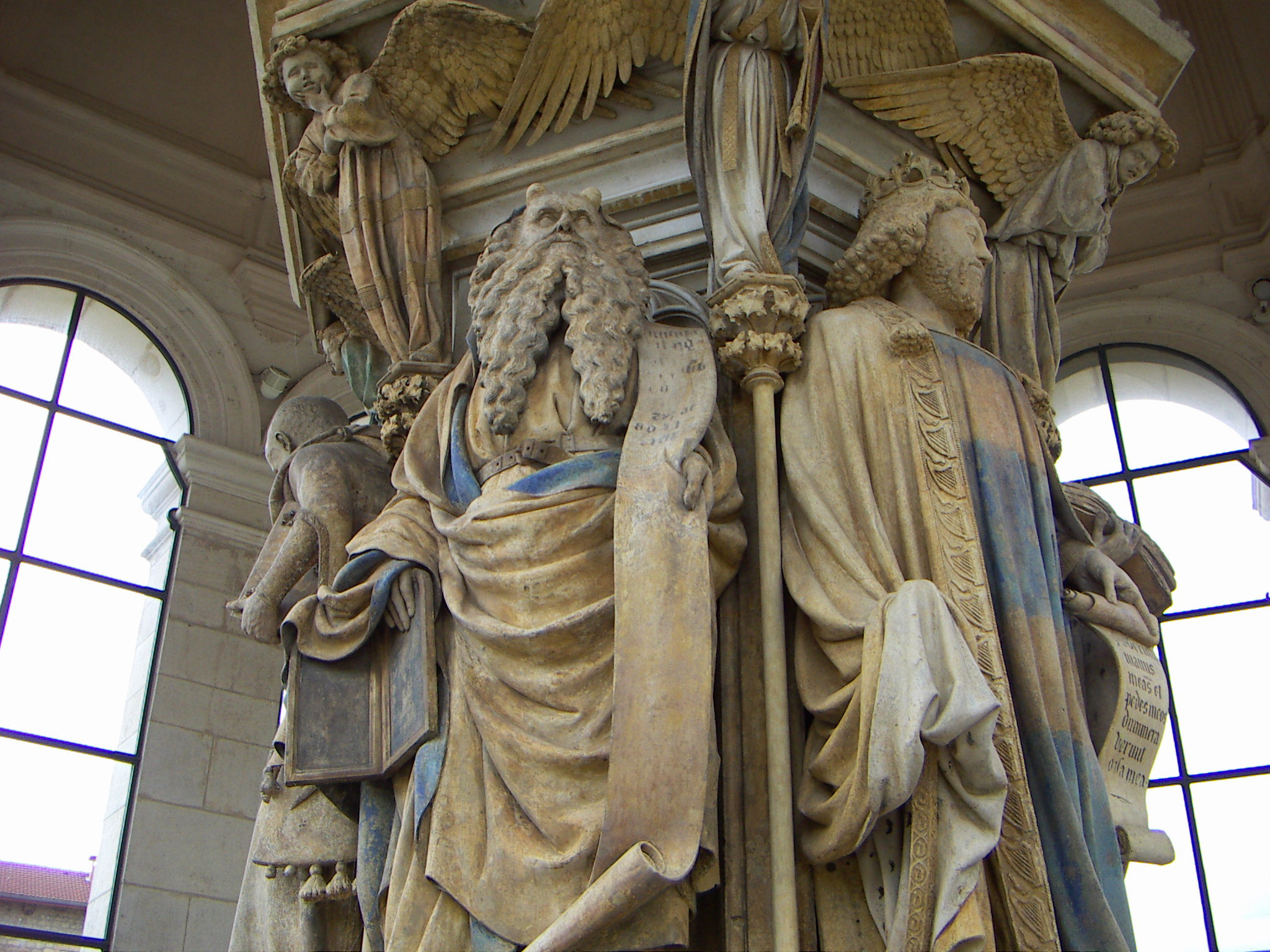
Il Pozzo dei Profeti.

## Opere d'arte

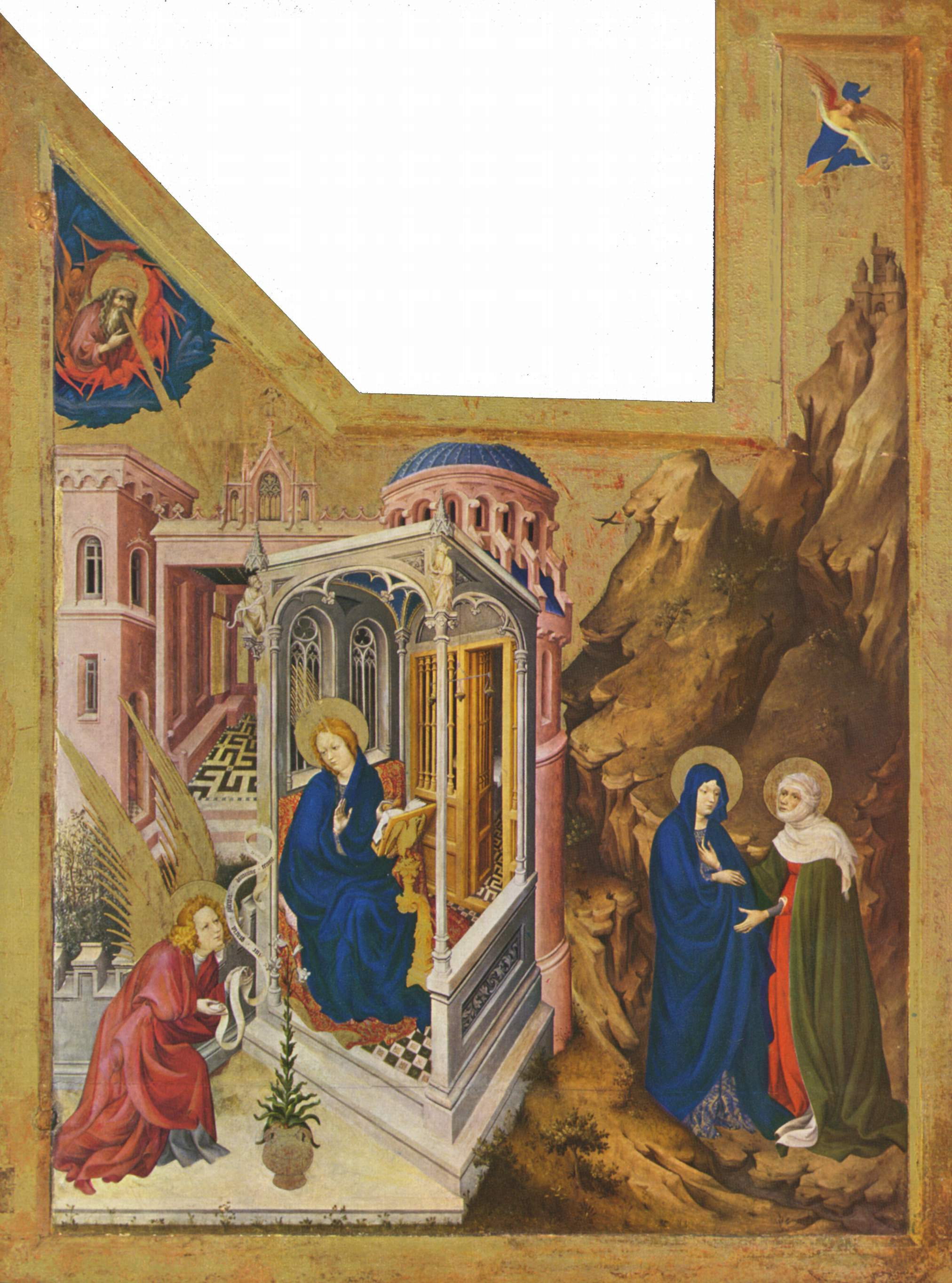
Melchior Broederlam, Annunciazione e Visitazione da Champmol (1393–1399), Digione, Musée des Beaux-Arts

Tra le opere d'arte che facevano parte del patrimonio di Champmol figuravano opere di Claus Sluter, Jacques de Baerze, Melchior Broederlam, Henri Bellechose, Jean Malouel e Jean de Beaumetz.
Oggi restano le sculture del portale, opera di Claus Sluter e della sua bottega, dove sono presenti i ritratti dei duchi Filippo l'Ardito e Margherita di Borgogna, inginocchiati alla presenza della Madonna, di san Giovanni Battista e di santa Caterina d'Alessandria. Esiste inoltre il capolavoro della maturità dell'artista, il Pozzo dei Profeti, o di Mosé, che è la parte inferiore superstite di una più elaborata Crocifissione.
Molte opere provenienti dalla certosa si trovano oggi nel Musée des Beaux-Arts di Digione, mentre alcuni frammenti del pozzo di Mosé e di alcune sepolture sono nel Museo archeologico. Altre opere ancora si trovano oggi al Louvre (Trinità e storie di San Dionigi di Henri Bellechose), ad Anversa o in vari musei degli Stati Uniti, come l'Annunciazione di Jan van Eyck alla National Gallery di Washington (1434-1436 circa).